# Општина Шункујуш (Бихор)
Шункујуш (рум. Şuncuiuş) општина је у Румунији у округу Бихор.
Oпштина се налази на надморској висини од 399 m.